# Prefectura de Siguiri
La Prefectura de Siguiri és una divisió administrativa del nord-est de Guinea, a la regió de Kankan. La capital és la ciutat de Siguiri que està situada a la vora del riu Níger.
La prefectura compte 13 sots-prefectures, cadascuna confonent-se amb una comunitat rural de desenvolupament (CRD) amb el mateix nom sent per ordre alfabétic: Bankon, Doko, Franwalia, Kinièbakoura, Kintinian, Maleah, Naboun, Niagassola, Niandankoro, Norassoba, Noukounkan, Siguirini, i Tomba kanssa.
Les activitats agrícoles són la principal activitat, sent sobretot pròsperes al llarg dels rius Niger i Tinkisso; són també nombroses les mineria de placers al voltant de diverses pobles.
La prefectura té també una important mina d'or gestionada per la Societat Ashanti Goldfield (SAG), propietat a 85% de la multinationale AngloGold Corporació i al 15% de l'Estat Guineà.
Siguiri és també una prefectura turística. Niagassol és la seu de l'instrument musical anomenat el balafon ("sosso bala") que ha estat declarat patrimoni de la Humanitat de la UNESCO, així com un vell fort francès i un cementiri on són enterrats francesos i altres estrangers.
El riu Bakhoy és l'únic riu nascut en la prefectura guineana de Siguiri, que no flueix cap al riu Níger. L'altre riu destacat és el Tinkisso.